# Politiegeweld

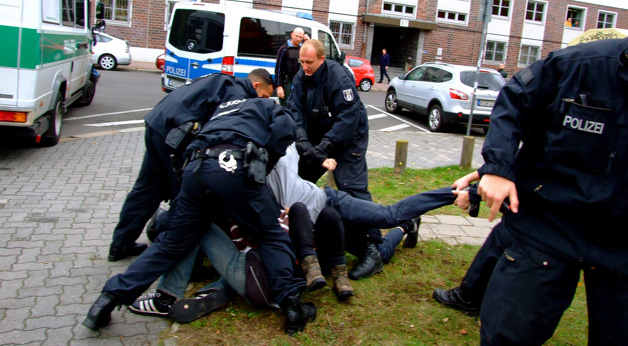
Politiegeweld in Duitsland (2012)

Politiegeweld is geweld dat wordt toegepast door handhavers van de wet. In Nederland wordt term door de politie zelf gedefinieerd als het geweld dat de politie volgens de wet mag gebruiken op basis van haar geweldsmonopolie. De vorm van dit geweld loopt uiteen van het gebruik van een wapenstok, vuurwapen, pepperspray, fysiek geweld, tot het inzetten van een diensthond. Bij buitenproportioneel of excessief politiegeweld worden de mensenrechten van de slachtoffers geschonden. Dit geweld kan fysiek, maar ook psychisch van aard zijn.

## Verenigde Naties
De Verenigde Naties heeft in 1979 een gedragscode voor wetshandhavers ontworpen. Wetshandhavers zijn politieagenten en gevangenbewaarders, maar ook militairen kunnen onder bepaalde omstandigheden meehelpen bij het handhaven van wetten.

## België

### Wettelijk kader
In België is de politie opgedeeld in twee niveaus, de lokale en de federale politie. De opdrachten van de Belgische politiediensten zijn vastgelegd in hoofdstuk IV van de wet op het politieambt. Volgens deze wet heeft de Belgische politie de opdracht om  de mensen te beschermen bij onheil, ramp of schadegeval. De basisprincipes van de Verenigde Naties (VN) inzake het gebruik van geweld en vuurwapens door wetshandhavers (1990) worden in het Belgische recht overgenomen door middel van het wetboek van strafrecht en de politiefunctiewet. Deze principes schrijven voor dat het gebruik van geweld evenredig, passend, gerapporteerd en tijdig moet zijn.

### Gevallen van (vermeend) excessief politiegeweld
Sommige gevallen van politiegeweld hebben veel media-aandacht gekregen, zoals:
- Maart 1996: Turan Çakır hinderde de Schaarbeekse politie bij het arresteren van zijn broer en werd zelf aangehouden. Op het commissariaat kreeg hij racistische beledigingen en klappen te verwerken, die blijvende schade toebrachten aan zijn zicht, gehoor, gebit en neusademhaling. De drie agenten tegen wie hij klacht indiende, werden buiten vervolging gesteld. Uiteindelijk oordeelde het EHRM dat België zich schuldig had gemaakt aan foltering, vernederende behandeling en rassendiscriminatie.[6]
- September 1998: Semira Adamu, een 20-jarige Nigeriaanse asielzoeker, wordt met behulp van een kussen verstikt door twee Belgische politieagenten tijdens een poging tot het uitzetten uit het Belgisch grondgebied op de luchthaven van Zaventem.[7]
- 2003-2004: de twee broers Saïd en Mohamed Bouyid (17 en 25 jaar) worden geslagen tijdens hun detentie op het politiebureau van Sint-Joost-ten-Node (Brussel). De agenten worden buiten vervolging gesteld, maar in 2015 wordt België veroordeeld door het EHRM voor vernederende behandeling.[8]
- Januari 2010: Jonathan Jacob, een 26-jarige inwoner van Affligem, werd doodgeslagen op het politiebureau in Morstel (Antwerpen). Hij werd aangehouden door de lokale politie van Mortsel omdat hij zich vreemd gedroeg onder invloed van amfetamines. Beeldmateriaal, waarop te zien is hoe acht agenten van de Speciale Interventie-eenheid van de Antwerpse politie Jacob in bedwang hielden en sloegen nadat hij was geïnjecteerd met een kalmerend middel, veroorzaakte publieke verontwaardiging. Jacob stierf als gevolg van interne bloedingen na het incident, maar de politie beweerde dat ze geen fouten hadden gemaakt en "zorgvuldig handelden en de nodige voorzorgsmaatregelen respecteerden".[9][10] Zeven agenten werden schuldig bevonden en kregen straffen met uitstel.
- Februari 2015: Dieumerci Kanda komt de diefstal van zijn identiteitskaart aangeven op het commissariaat van Anderlecht en wordt aangehouden voor openbare dronkenschap. In de cel verhangt hij zich aan zijn T-shirt.[11]
- Februari 2018: Jozef Chovanec, een 39-jarige Slovaakse man, geraakt in coma en sterft na politieoptreden op de luchthaven van Charleroi. Eén agent zit 16 minuten lang met zijn volle gewicht op de borstkas van de man. Een vrouwelijke agente brengt tijdens dit politieoptreden de Hitlergroet.[12][13]
- Mei 2018: Mawda Shawri, 2-jarig Koerdisch meisje, doodgeschoten door een politieagent tijdens een achtervolging in de buurt van Maisières (Bergen).[14]
- Mei 2018: De 27-jarige Lamine Moïsa Bangoura, onder de invloed van verdovende middelen, verzet zich in Roeselare tegen een uithuiszetting en wordt door acht politieagenten overmeesterd, waarbij hij sterft. Volgens de wetsdokter droeg het drukkend geweld van de politie bij tot zijn dood, maar de raadkamer oordeelde dat het niet buiten proportie was en stelde de agenten buiten vervolging.[15]
- 9 juli 2019: Pieter Aerts, een 35-jarige psychotische man sterft in zijn eigen appartement door verschillende politiekogels.[16]
- Augustus 2019: Mehdi Bouda, een 17-jarige jongen, wordt aangereden door een auto van de Anti-Agressiebrigade nabij het station Brussel-Centraal. De politie achtervolgde hem om hem te controleren.[17] Hij werd aangereden door een politievoertuig dat een andere interventie deed aan 98 km/u zonder sirene.[18]
- April 2020: Adil C., een 19-jarige man, stierf onmiddellijk nadat hij op zijn brommer door een politiecombi werd geraakt tijdens een achtervolging in Anderlecht na een weigering van een controle. Er wordt een onderzoek uitgevoerd om vast te stellen of zijn dood al dan niet een ongeluk was.[19][20] De volgende dag braken er rellen uit in de stad.[21]
- Januari 2021: De 23-jarige Ibrahima B. stierf nadat hij tijdens een aanhouding onwel werd op een Brussels politiecommissariaat.[22] Het parket vorderde een onderzoeksrechter voor onopzettelijke doodslag.

### Officiële statistieken
Er zijn in België geen betrouwbare en nauwkeurige statistieken of algemene gegevens die excessief politiegeweld kwantificeren. De instantie die het dichtst in de buurt komen qua rapportering is het Comité P.
België heeft in 1991 het Permanent Comité voor de controle van de politiediensten opgericht, ook wel Comité P genoemd, het externe controleorgaan voor alle ambtenaren van de politiediensten in België. Het publiceert een jaarverslag waarin het aantal ontvangen klachten wordt ingedeeld, ingedeeld in categorieën. In 2018 bedroeg het aantal klachten 2.965 (stijgend sinds 2015), de commissie is verantwoordelijk voor de verspreiding van de dossiers naar de bevoegde autoriteit volgens de begane fout. 4.4  % van deze dossiers, of 118, werden onderzocht door de Comité P. In 35 dossiers werd een fout vastgesteld en bij 70% werd (nog) geen fout vastgesteld. 81 gerechtelijke onderzoeken werden geopend (waaronder 31 voor slagen en verwondingen en 13 voor het gebruik van wapens). Het rapport geeft de resultaten van het gerechtelijk onderzoek niet weer.
In het rapport van comité P uit 2017 staat dat van 2013 tot 2017 94% van de gevallen van politiegeweld zonder gevolg bleef (geseponeerd -68% , vrijspraak 20%, opschorting van uitspraak 6%). Uit hetzelfde rapport uit 2006 bleek dat de politie 7 keer vaker opschorting van uitspraak kreeg dan gewone burgers. Dus "bijna een op de drie rechercheurs (31.5   %) verkrijgt een opschorting en houdt een blanco strafblad."

### Beoordeling door onafhankelijke instanties
In 2014 hekelde de Human Rights League de trivialisering van "politieblunders" met tal van gedocumenteerde gevallen ter ondersteuning.
In 2017 meldt de Liga voor Mensenrechten dat het onrechtmatig gebruik van geweld en het gemak van bepaalde rechters in België terugkerende problemen zijn, ondersteund door twee beslissingen van het Europees Hof voor de Rechten van de Mens die erkend hebben dat feiten genegeerd of geminimaliseerd worden door de Belgische staat. In 2019 meldde het ook een massale en onevenredige reactie van de politie in het kader van demonstraties.
In 2019 wijst een onderzoek van Myria en Doctors of the World op het feit dat in België 1 op de 4 migranten wordt geconfronteerd met politiegeweld, fysiek of mentaal. 1 op de 3 betrokken personen is minderjarig. Het rapport laat zien dat dit geweld "divers, illegaal en beledigend : fysiek geweld zoals stoten, trappen en knuppels, maar ook gedwongen en willekeurige fouilleringen, afpersing, vernedering en chantage om vingerafdrukken te krijgen, evenals illegale inbeslagname van persoonlijke spullen. 'Dit rapport vraagt 'dat de wet wordt gerespecteerd en dat degenen die zich aan dergelijke praktijken schuldig hebben gemaakt, berecht worden.
In 2020 lanceerde de Liga voor de Mensenrechten een nieuwe Franstalige site, Police Watch, om getuigenissen te verzamelen over buitensporig politiegeweld.

#### Moeilijkheden voor slachtoffers
In 2013 heeft de Grote Kamer van het Europees Hof voor de Rechten van de Mens (EHRM) België veroordeeld voor schendingen van de mensenrechten in hoger beroep in verband met de behandeling van twee in hechtenis genomen broers die door een officier waren geslagen. Het EHRM heeft haar bezorgdheid geuit dat "een klap die door een wetshandhavingsfunctionaris is toegebracht aan een persoon die volledig onder zijn controle staat, een ernstige aanval vormt op de waardigheid van die persoon". De Belgische Liga voor Mensenrechten volgde het politiegeweld op via het Observatorium voor Politiegeweld (OBSPOL) nadat België gevallen van politieweld had gebagatelliseerd. OBSPOL is in 2013 opgericht en verzamelt getuigenissen op zijn website, informeert slachtoffers van politiegeweld over hun rechten en pleit sterk voor aanpassing van het overheidsbeleid ten behoeve van slachtofferbescherming.
Een onderzoek uit 2020 door het Permanent Centrum voor Burgerschap en Participatie (CPCP) identificeerde problemen die zich in België voordoen in termen van politiegeweld voor slachtoffers: moeilijk gehoord te worden, moeite voor slachtoffers om bewijs te leveren (identificatie van daders ingewikkeld, het verkrijgen van videobewakingsbeelden of een medisch onderzoek), de weinige informatie die in het begin aan de slachtoffers wordt meegedeeld van het onderzoek tot de afsluiting, het gebrek aan informatie over de wet, de ontzegging van het recht op onderzoek, de voorkeursbehandeling van de rechter, het gebrek aan statistieken, noch onafhankelijke, noch onpartijdige toezichthoudende organen.

## Nederland
Nederland kent een algemeen politiekorps. In de Nederlandse Politiewet 2012 staat omschreven wanneer er geweld ingezet mag worden. Centraal staan daarbij de begrippen subsidiariteit en proportionaliteit: een geweldsmiddel mag alleen worden gebruikt wanneer er redelijkerwijs geen andere of lichtere optie voorhanden is, en het gebruikte geweld moet in verhouding staan tot het te bereiken doel. In de ambtsinstructie staat omschreven hoe de afweging gemaakt kan worden of er bij het ingrijpen ook geweldsmiddelen ingezet mogen, of moeten worden.
Gebruik van het vuurwapen is niet alleen (onder bepaalde voorwaarden) toegestaan in geval van noodweer, maar ook om verdachten aan te houden, het zogeheten aanhoudingsvuur. Het moet dan wel gaan om verdachten die vuurwapengevaarlijk zijn, of die verdacht worden van een ernstig (gewelds)misdrijf. Was in de jaren 80 en 90 nog ongeveer in een kwart van de gevallen van vuurwapengebruik door de politie sprake van aanhoudingsvuur, in 2012 was dat al meer dan de helft van de gevallen. Al enige decennia is het aantal personen dat door politiekogels wordt gedood, redelijk constant: ongeveer drie personen per jaar. Er is echter geen consequente registratie van andere overlijdens van arrestanten of verdachten.
Na de inzet van politiegeweld legt een agent verantwoording hierover af bij de hulpofficier van justitie (doorgaans een politieambtenaar). Afhankelijk van het gebruikte geweld en de gevolgen kan de hulpofficier besluiten een geweldsregistratie op te maken. Als dat gebeurt, toetst een commissie het geweldsgebruik, en besluit de politiechef of het gebruikte geweld aan de eisen voldeed. Wanneer er (ernstig) letsel is ontstaan of het geweldsgebruik een dodelijke afloop had, wordt er in principe altijd onderzoek gedaan door de Rijksrecherche, een onderdeel van het Openbaar Ministerie.

### Gevallen van (vermeend) excessief politiegeweld
- Oktober 1929: Zinkwitstaking in Maastricht (twee doden door een in paniek schietende marechaussee)
- Juni 1966: Telegraafrellen in Amsterdam (er werd een regeringscommissie ingesteld, uiteindelijk werd de hoofdcommissaris van politie ontslagen en trad de burgemeester af)
- Augustus 1981: Meta Hofman (overleed door een politiekogel; agent vrijgesproken)
- 25 oktober 1985: Hans Kok (kraker, overleed door een combinatie van alcohol, medicijnen, longontsteking en verwaarlozing in de politiecel)
- Augustus 2003: Driss Arbib (overleed door een politiekogel; agent niet vervolgd)
- 24 november 2012: Rishi Chandrikasing (overleed door een politiekogel op station Den Haag HS)[37]
- Juni 2015: Mitch Henriquez (overleed door een nekklem; één agent veroordeeld voor mishandeling met de dood tot gevolg)
- 14 maart 2020: Tomy Holten (overleden in politiecel in Zwolle na arrestatie, maar stierf aan overdosis drugs)[38]

## Nigeria

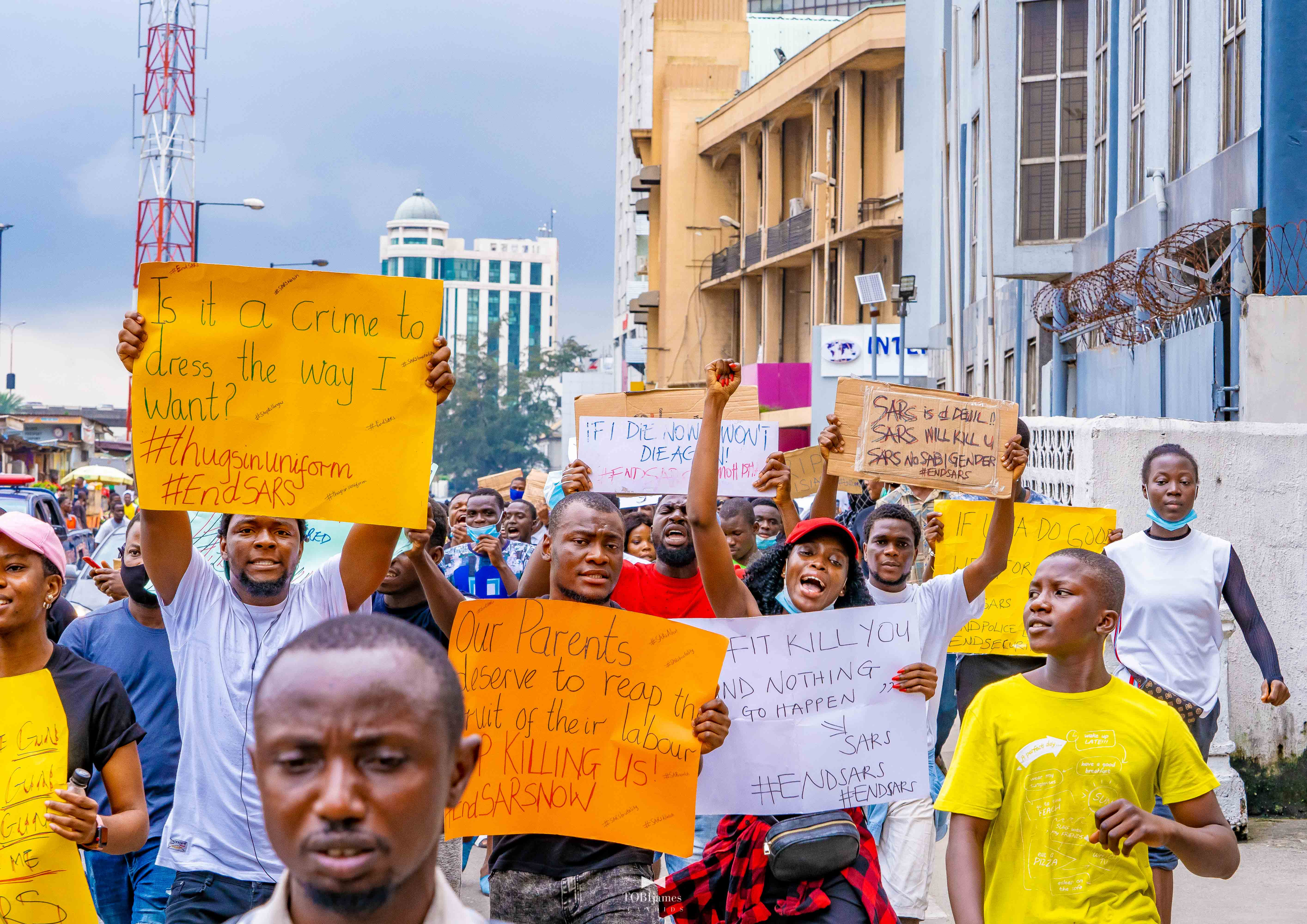
Een End SARS-demonstratie eerder in oktober 2020.

In 2020 voerden demonstranten in Nigeria actie tegen geweld van de politie en riepen op tot ingrijpende hervormingen van het politiesysteem.
De wekenlange 'End-SARS'-protesten, die zich specifiek richtten tegen de Special Anti-Robbery Squad (SARS) van de Nigeriaanse politie en die internationaal aandacht kregen, mondden uit in het controversiële neerschieten van demonstranten bij de Lekki tolpoort in Lagos op 20 oktober 2020. De tolpoort was een van de verzamelpunten voor de deelnemers aan de demonstraties.

## Verenigde Staten

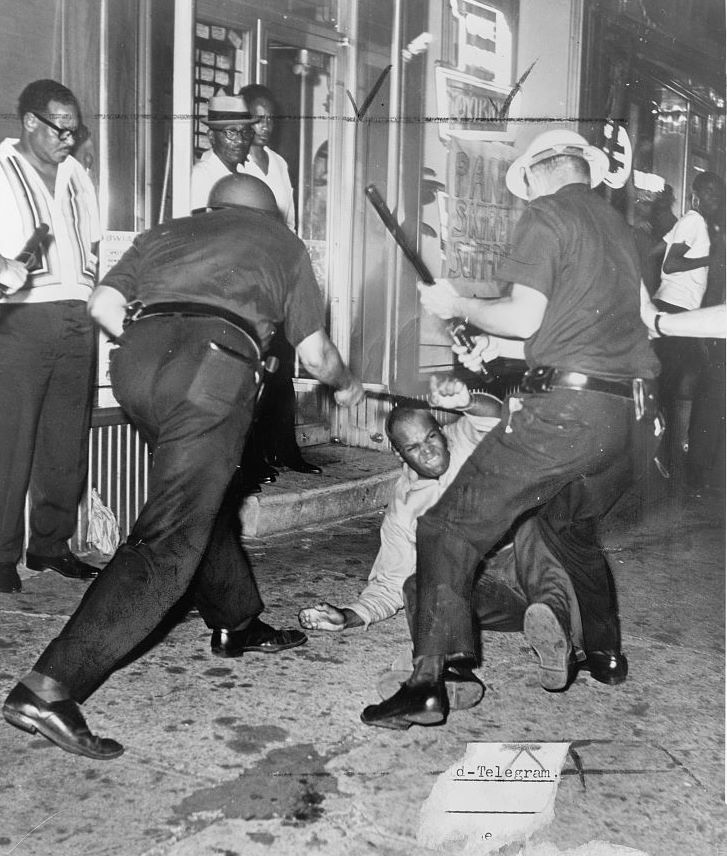
Politiegeweld in Harlem in 1964

De Engelse term "police brutality" of "police violence" verschilt in zoverre met de Nederlandstalige term "politiegeweld" dat met police violence een schending van de rechten van de arrestant wordt aangeduid: het gaat dan om het gebruik van excessief geweld, en kan zowel fysiek als verbaal zijn.

### Gevallen van (excessief) politiegeweld in de Verenigde Staten
- 1991: Rodney King
- 2014: Michael Brown
- 2020: Breonna Taylor
- 2020: George Floyd

Als gevolg van de protesten naar aanleiding van de dood van George Floyd werd gepleit voor het beperken van de budgetten van de politie onder het motto Defund the police. Sommige activisten pleiten zelfs voor het afschaffen van de politie (Abolish the police).